# Жул Ренар
Жул Ренар (на френски: Jules Renard) е френски драматург, литературен критик, поет и писател на произведения в жанра драма. Член на Академия „Гонкур“.

## Биография и творчество
Пиер-Жул Ренар е роден на 22 февруари 1864 г. в Шалон дю Мен, Майен, Франция, където баща му работи по изграждането на железопътна линия. Има трима по-големи братя и сестри. Израства в Шитри ле Мин, департамент Ниевър. Учи в лицеите в Ниевър и в Париж, където живее от 1881 г. В периода 1885 – 1886 г. служи в армията в Бурж.
На 28 април 1888 г. Ренар се жени за Мари Морно, която му носи малка зестра. Имат две деца – Жан-Франсоа (1889) и Жули Мари (1892).
След демобилизацията си се отказва от кандидатстване в Есол Нормал и предпочита да посещава литературните кафенета, да пише стихове и да публикува в парижките вестници. Сред постоянните му приятели са Алфред Капю и Люсиен Гитри.
Сборникът му с поезия „Les Roses“ (Рози) и издаден през 1886 г. Първият му сборник с новели „Crime de village“ (Селско престъпление) е публикуван през 1888 г. Следва романът му „L'Écornifleur“ (Блюдолизецът) от 1892 г., сборникът с разкази „Естествени истории“ и др. Пише реалистични разкази и повести, драми, романи, миниатюри.
През 1894 г. е издадена автобиографичната му повест за детството му „Червенокосото“, която е екранизирана многократно в периода 1925 – 2003 г.
Близък приятел на Анатол Франс, Алфонс Доде, Сара Бернар, Стефан Маларме, Сен-Пол Ру и Тристан Бернар. Жул Ренар пламенно защитава Емил Зола по време на делото „Драйфус“, като в същото време вдъхновява творци като композитора Морис Равел да напише музика по книгата му с миниатюри „Естествени истории“.
В журналистическата си дейност е близък до социалистите и печата в основания от Жан Жорес вестник „Юманите“. Избран е за кмет на бургундския град Шитри на 15 май 1904 г. като социалистически кандидат.
Със съдействието на Октав Мирбо, през 1907 г. става член на Академия „Гонкур“.
Жул Ренар умира от артериосклероза на 22 май 1910 г. в Париж. Посмъртно е публикуван неговият „Дневник“ (1925 – 1927), който води от 1887 г. до 1910 г.

## Произведения

### Романи, сборници и новели
- Crime de village (1887) – сборник с новели
- Sourires pincés (1890)
- L'Écornifleur (1892)
- La Lanterne sourde (1893)
- Coquecigrues (1893)
- Deux Fables sans morale (1893)
- Le Coureur de filles (1894)
- Histoires naturelles (1894) – сборник с разкази
Естествени истории в „Ловецът на образи“, изд.: „Millenium“, София (2020), прев. Офелия Петрова
- Poil de carotte (1894)
Червенокосото, изд.: „Отечество“, София (1985), изд.: „Millenium“, София (2020), прев. Мария Далчева
- Le Vigneron dans sa vigne (1894)
- La Maîtresse (1896)
- Bucoliques (1898)
- Les Philippe (1907)
- Patrie (1907)
- Mots d'écrit (1908)
- Ragotte (1909)
- Nos Frères farouches (1909)
- Causeries (1910)
- L'Œil clair (1913)
- Les Cloportes (1919)

### Поезия
- Les Roses (1886)

### Пиеси
- La Demande (1895)
- Le Plaisir de rompre (1897)
- Le Pain de ménage (1898)
- Poil de carotte (1900)
- Monsieur Vernet (1903)
- La Bigote (1909)
- Huit Jours à la campagne (1912)

### Документалистика
- Journal, 1887 – 1910 (1925)
- Writing lessons (2008)

### Екранизации
- 1925 Poil de carotte
- 1932 Poil de carotte
- 1952 Poil de carotte
- 1954 Il signor Vernet – тв филм
- 1960 Pega Fogo – тв филм
- 1962 Jeudi-théâtre – тв сериал, 1 епизод, по „Monsieur Vernet“
- 1963 Shoestring Theatre – тв сериал, 1 епизод, по „Червенокосото“
- 1964 Le pain de ménage – тв филм
- 1964 L'écornifleur – тв филм
- 1968 Hora once – тв сериал, 1 епизод, по „Червенокосото“
- 1968 Le pain de ménage – тв филм
- 1971 Alta comedia – тв сериал, 1 епизод, по „Червенокосото“
- 1973 Le plaisir de rompre – късоменражен
- 1973 Poil de carotte
- 1973 La maîtresse – тв филм
- 1974 Manzelské stestí – тв филм
- 1978 Le petit théâtre d'Antenne 2 – тв сериал, 1 епизод, по „Le Plaisir de rompre“
- 1979 Duette – тв филм
- 1981 Le pain de ménage – тв филм
- 1981 Au théâtre ce soir – тв сериал, 1 епизод, по „Monsieur Vernet“
- 1992 Romance Romance – тв филм, по „Pain de Menage“
- 1996 Poil de carotte – тв сериал
- 2003 Poil de carotte – тв филм
- 2010 Au siècle de Maupassant: Contes et nouvelles du XIXème siècle – тв сериал, 1 епизод, по „L'Écornifleur“
- 2010 Méli-mélodie: Spectacle lyrique pour poules et piano